# سی‌جی پری
کاترین جوی پِری (انگلیسی: Catherine Joy Perry؛ زادهٔ ۲۴ مارس ۱۹۸۵) مدیر برنامه، کشتی‌گیر حرفه‌ای و بازیگر آمریکایی است. او در حال حاضر در استخدام ای‌ئی‌دبلیو است و در آن‌جا به عنوان کشتی‌گیر با نام مستعار سی‌جِی فعالیت دارد. او پیش‌تر از ۲۰۱۳ تا ۲۰۲۱ در دبلیودبلیوئی تحت نام رینگ لانا فعالیت داشت.

## کودکی و تحصیل
پری از والدینی پرتغالی و ونزوئلایی به دنیا آمد. او سال‌های زیادی از کودکیش را در جمهوری سوسیالیستی لتونی شوروی سپری کرد. آنجا پدرش به عنوان مبلغ مسیحیت کار می‌کرد. پری و خانواده اش تا اتمام مدرسه او در لتونی ماندند. او در ۱۴ سالگی در تیم ملی رقص باله لتونی عضو شد.
در ۱۷ سالگی پری به آمریکا برگشت. ابتدا در نیویورک زندگی کرد و تئاتر رقص آمریکا رقصید. سپس به دانشگاه ایالت فلوریدا رفت و در رقص و بازیگری متخصص شد. در عین رفتن به دانشگاه، او به بازی‌های فوتبال فلوریدا رفت و تشویق‌کننده شد. او بعداً برای نوشیدنی‌های انرژی زا مانند ماتریکس و ردبول مدل شد.
بعد از فارغ‌التحصیلی پری با هدف کار برای تجارت‌های نمایشی به لس آنجلس نقل مکان کرد.

## موسیقی و بازیگری
در سال ۲۰۰۹، پری به گروه دخترانه "نه به معنای بله" پیوست. این گروه شامل پری، کت، شی و تانو بود. آن‌ها یک آهنگ تک به نام "دوستش داری؟" پخش کردند. دو آهنگ دیگر هم بنام‌های "۷ سال بدشانسی" و "لاستیک را بسوزان" را قبل از فروپاشی گروه در سال ۲۰۱۰ ضبط کردند. پری دربارهٔ پیوستن به این گروه می‌گوید "یکی از دوستان دانشگاهم مرا به مردی معرفی کرد که درحال ایجاد گروه بود. در واقع من از خواندن می‌ترسیدم و حتی یک ترانه هم نداشتم که برای امتحان بخوانم. پس ترانه "مسیح مرا دوست دارد" را خواندم. به یاد دارم آن‌ها گفتند که حاضر به همکاری با من هستند زیرا چهره مناسبی دارم و مدلی است که می‌تواند برقصد. من از تجربه آن روز بسیار خوشحالم چون فکر نمی‌کنم اگر بر ترس خودم غلبه نمی‌کردم نمی‌توانستم نقشی در "پیچ پرفکت" بگیرم."
او بعداً به عنوان رقاص پشتیبان برای کسانی همچون کری هیلسون، نلی، پینک و آشر کار کرد. در سال ۲۰۱۳ پری همراه با کلی جیکل در موزیک ویدیوی او برای ترانه "باحال نیست؟" حضور داشت.
پری در مدرسه گراوندلینگز آموزش بازیگری دید. او در قسمتی از سریال «بازی» در سال ۲۰۱۱، فیلم کمدی موزیکال «پیچ پرفکت» در سال ۲۰۱۲ و قسمتی از سریال «روح» در سال ۲۰۱۳ بازی کرد.

## دوره کشتی حرفه‌ای

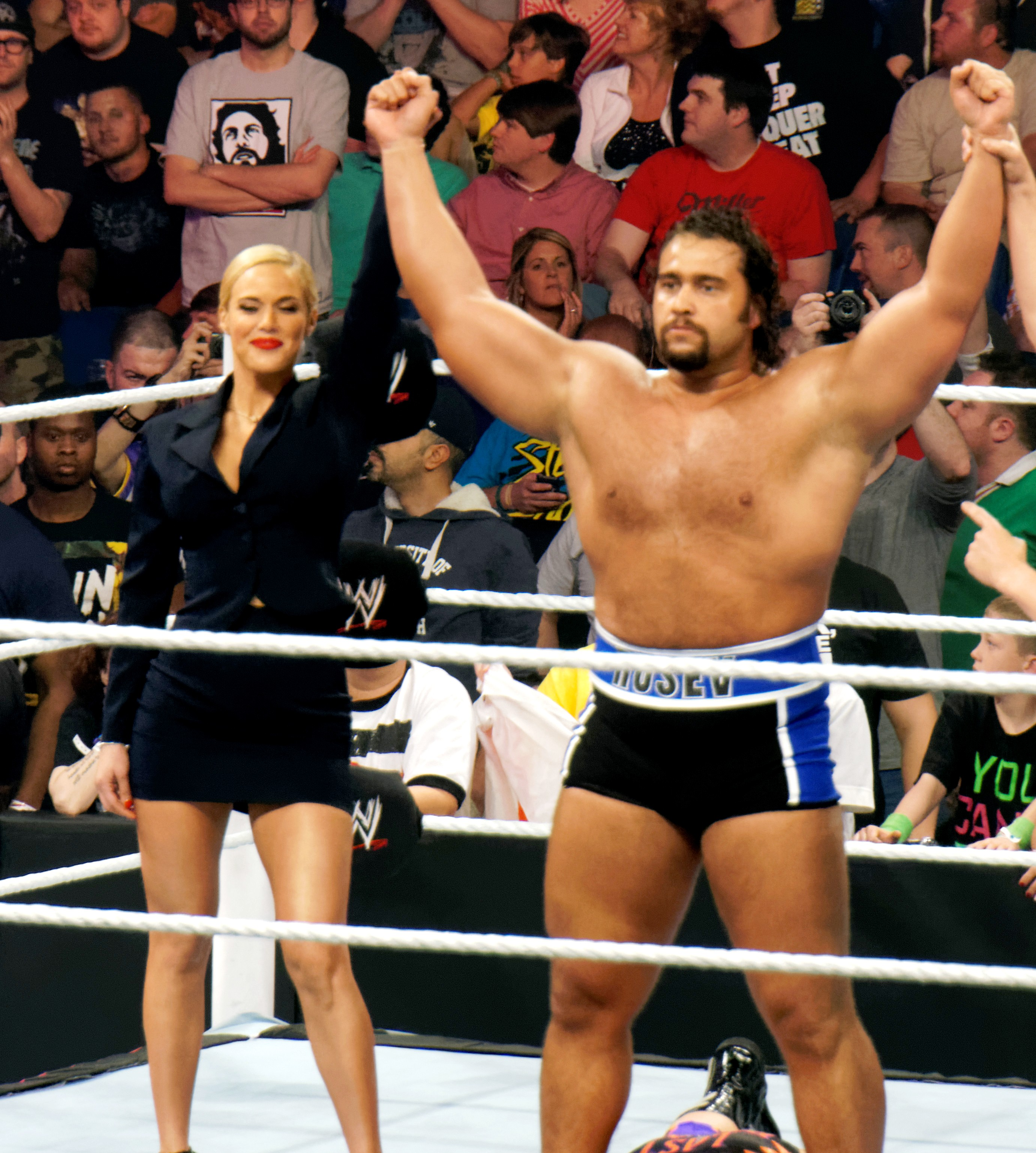
لانا و الکساندر روسف

### دبلیودبلیوئی

#### مدیریت الکساندر روسف (۲۰۱۳–۲۰۱۵)
در ژوئن ۲۰۱۳ پری قراردادی با کمپانی امضا کرد و به ان اکس تی فرستاده شد. در ۲۳ اکتبر ۲۰۱۳ پری با نام «لانا» کارش را شروع کرد و همراه الکساندر روسف در مسابقه با سی جی پارکر بود. در ۶ نوامبر به سیلوستر لفورت اعلام کرد که روسف موکل اوست و بعداً هم او را در ورود به رینگ همراهی کرد تا در برابر لفورت سابقه دهد. در دسامبر ۲۰۱۳ لانا و روسف با ایوان و لودمیلا دراگو در فیلم راکی۴ محصول سال ۱۹۸۵ مقایسه شدند.
لانا در ۳۱ ژانویه ۲۰۱۴ وارد اسمکدان شد و در مسابقه روسف مقابل تایسون کید، همراه روسف بود. بعد از آن لانا در تصاویر ورود قریب‌الوقوع روسف به بخش اصلی کمپانی حضور داشت. در ۲۷ فوریه لانا همراه روسف در دبلیودبلیوئی ان‌اکس‌تی حضور داشت و روسف در مسابقه تایلر بریز و زیویر وودز دخالت کرد.
درحالی‌که روسف در ۲۶ ژانویه ۲۰۱۴ در رویال رامبل شرکت کرد و وارد بخش اصلی کمپانی شد، لانا در ۳۱ ژانویه وارد بخش اصلی شد. بعد از این هفته‌های متوالی او و روسف در ویدیوها و سخنرانی‌های معارفه شرکت داشتند. روسف اولین مسابقه خود را در برابر زک رایدر در ۷ آوریل انجام داد و برد. در اکستریم رولز در ۴ می ۲۰۱۴ لانا حضور روسف را در مسابقه در برابر آر-تروث و زیویر وودز را اعلام کرد.
لانا و روسف درگیری با کشتیگیران آمریکایی را رسماً از پی‌بک ۲۰۱۴ با شکست بیگ ای لنگستون شروع کردند. این درگیری‌ها ادامه پیدا کرد به‌طوری‌که تمامی پی پر ویوهای سال را دربرگرفت و با شکست استارانی همچون جک سوئگر، مارک هنری، بیگ شو دالف زیگلر، رایبک، شیمس و حتی جان سینا در فست لین ۲۰۱۵ بود.

#### اختلاف با روسف و مدیریت دالف زیگلر (۲۰۱۵ - تا کنون)
در یکی از راوهای ماه مارس، جان سینا با حرکت STF بر روی روسف، لانا را مجبور به قبول مسابقهٔ روسف در رسلمانیا ۳۱ کرد و سینا با شکست روسف توانست قهرمان کمربند ایالات متحده شود. این سرآغازِ اختلاف روسف و لانا شد. به‌طور خلاصه، درگیری با جان سینا در پی‌بک ۲۰۱۵ با مسابقهٔ "I Quit match" ادامه پیدا کرد و پس از مسابقه‌ای سخت و طولانی، جان سینا STF را روی روسف انجام داد و لانا به داور گفت که روسف تسلیم است. در راو ۱۸ مهٔ ۲۰۱۵ اختلاف روسف و لانا شدت گرفت و روسف از دست لانا عصبانی بود، ولی لانا به او گفت به‌خاطر خود او این کار را کرده؛ چرا که روسف با درد فراوان به زبان بلغاری فریاد می‌زده که "من تسلیمم"! روسف با این حرفِ لانا گفت: «تو دروغ می‌گویی؛ برو، تو دیگر مدیر من نیستی». در همان قسمت از دبلیودبلیوئی را، با نهایت تعجب، لانا وارد رینگی شد که دالف زیگلر در آن بود و او را بوسید. روسف این صحنه را دید و وارد رینگ شد تا لانا را تنبیه کند که لانا به او سیلی زد و زیگلر هم روسف را از پشت به زمین کوبید.
بعد از آن رابطه بین لانا و زیگلر آغاز شد و آن‌ها بارها همدیگر را بوسیدند. از طرفی دیگر روسف وارد رابطه‌ای با سامر ری شد و درگیری‌هایی بین لانا و سامر ری به وجود آمد. بعد از سامراسلم۲۰۱۵ مچ دست لانا آسیب دید و به همین خاطر وی به مدت ۴ ماه از رینگ دور بود. در ماه چهارم مصدومیتش وی در تصمیمی غیرمنتظره تصویری از خودش و روسف منتشر کرد و اعلام کرد که با هم نامزد هستند. به دنبال همین موضوع رابطه نمایشی روسف و سامر ری به پایان رسید. از آن پس لانا به عنوان همراه روسف در شوها حضور داشت.
در ۲۹ فوریه در پشت صحنه راو، لانا به بری گفت که طرفدارانش فقط به خاطر همسر او است. در ۳ مارس پس از اینکه بری در مسابقه‌ای شکست خورد وی وارد شد و به او پوزخند تحقیر آمیزی زد. هم چنین وی در ۷ و ۱۱ مارس در مسابقات بری دخالت کرد و به بری فینیشر خود بری را زد.

## در کشتی‌کج
- نام‌های مستعار
  - ملکه یخی
  - خانم نابودی
  - روسی دلربا
- کشتی گیران تحت مدیریت
  - الکساندر روسف